# Serae
Serae o Seraye (in amarico ሰራየ) è una ex provincia d'Eritrea, che aveva una popolazione stimata di 515.000 nel 1990 (la provincia più popolosa) e una superficie di 6800km2. La provincia ospitava tre dei gruppi etnici eritrei, vale a dire Tigrini, Tigrè e Saho. In seguito fu incorporata principalmente nella Regione del Sud, sebbene alcuni distretti occidentali siano diventati parte della Regione di Gasc-Barca. Si ritiene che il nome della provincia derivi dalle "foreste oscure" che un tempo si spingevano sul suo terreno fertile.
Oggi la regione ospita dodici monasteri della Chiesa ortodossa eritrea e una serie di nuove fabbriche nella città di Mendefera.

## Storia
Serae era una regione del Regno di D'mt, che diventò Regno di Axum e successivamente al centro di Medri Bahri, con capoluogo Debarwa con i suoi leader Bahri Negasi. Seraye era delimitata dalle regioni di Akeleguzay a est, Amasien a nord, Tigray a sud e Gashin Setitn a ovest. Durante il periodo axumite, la regione divenne una regione commerciale di successo in quanto si trovava tra il porto sul Mar Rosso di Adulis, l'Asmara e Axum. Bahri Negasi esistette fino al 1600. La regione aveva i suoi codici di amministrazione nativa scritti, che furono usati dall'inizio del 1400 d.C., chiamati legge di Adkeme-Miligae. Tale codice andò perso alla venuta di Ahmad Gragn, che bruciò chiese e uccise i cristiani e facendo avanzare i reparti nord dall'attuale Etiopia orientale o intorno alla Somalia. Gli abitanti del Serae furono amministrati verbalmente senza leggi scritte fino alla venuta degli italiani alla fine del XIX secolo. Nel 1938 fu di nuovo scritto il libro del codice della legge nativa da persone anziane e competenti di 7 villaggi (Adi Mongonti, Mayduma, Kudo Felasi, Bet Gabriel, Qine Hayela, Adi Hyis e May Leham) che rappresenta l'intero awraja del Seraye tranne il Logo Tchiwa che aveva i suoi codici oltre all'Adkeme Miligae. Questa legge aveva più consuetudini liberali e basse restrizioni, come i diritti delle donne e alla proprietà terriera, rispetto a qualsiasi altra legge nel paese. La maggior parte di Seraye e Akeleguzay si trovano ora insieme nella regione meridionale.

## Distretti
- Tekela ተኸላ
- Tsilima ጽልማ
- Debub ደቡብ
- GuH'tsi'A ጉሕጭዓ
- Mai Tsa'eda ማይጻዕዳ / ማጫዕዳ
- Enda Azmach Oqbit እንዳዝማች ዑቕቢት
- Deqi Bokhri ደቂ ቦኽሪ
- Meraguz መራጉዝ
- QoHain ቆሓይን
- Gundet ጒንደት
- Aila ዓይላ
- Sef'a ሰፍኣ
- Harfe Gurotto ሃርፈጒረቶ
- Deqi Digna ደቂ ድግና
- Deqi Aites ደቂ ጣዒስ
- Dembelas ደምበላስ
- Zaide'kolom ዛይደ'ኮሎም
- Anagir ዓናግር
- Medri Wedi'Sebera ምድሪ ወዲ ሰበራ
- Kuno Redae ኲኖ ረዳእ
- Etan Zere ዕጣን ዘርአ
- Misyam ምስያም
- Medri Felasi ምድሪ ፈላሲ
- Timzea ትምዛእ ቅናፍና